# 2602 Мур
2602 Moore је астероид главног астероидног појаса чија средња удаљеност од Сунца износи 2,384 астрономских јединица (АЈ).
Апсолутна магнитуда астероида је 13,0.